# Mayumi Yamaguchi
Mayumi Yamaguchi (山口 眞弓 Yamaguchi Mayumi?, 12 de mayo, 1975 -) es una seiyū de la prefectura de Iwate afiliada con Accent. Su tipo sanguíneo es A.

## Trabajos

### Anime
- Bleach (Aaroniero Arruruerie)
- The Law of Ueki (Tarō Myōjin)
- Ojamajo Doremi series (Hasebe, Leon)
- Fighting Beauty Wulong (Yunbo Naniwa)
- Gad Guard (Linda)
- Galaxy Angel (Forte Stollen)
- Konjiki no Gash Bell!! (Bamū)
- Shijou Saikyou no Deshi Kenichi (Taichi Koga)
- Digital Monster X-Evolution (MetalGarurumon X)
- Digimon Adventure series (Gabumon) (Su debut como Seiyu)
- Digimon Tamers Henry Wong (Jenrya Lee)
- Duel Masters (Fōsu)
- Naruto (Orochimaru (joven))
- Fullmetal Alchemist (Envidia, otros)
- Trinity Blood (Paula)
- Black Cat (Shiki)
- Pokémon Advanced Generation (Clefairy, aldeana)
- PoPoLoCrois (Bomu)
- Paranoia Agent (Taira Yūichi)
- Lovely Idol (Maki Yōko)
- Rockman EXE (Dingo)
- Samurai Champloo (Kawara Sousuke)

### Animación de cine
- Fullmetal Alchemist: Conquistador de Shamballa (Envidia)

### Videojuegos
- Fullmetal Alchemist 2: Curse of the Crimson Elixir (Envidia)
- Fullmetal Alchemist: Dream Carnival (Envidia)

### Trabajo de doblaje
- Justice League (Morgaine le Fey)
- 24 (Jenny Dodge)